# Masatake Fujita
Masatake Fujita (Changchun, 21. travnja 1937. – 28. svibnja 2014. ), japanski majstor borilačkih vještina. Izravni je učenik Moriheija Ueshibe. Nositelj je 8. Dana u aikidu.

## Životopis
Masatake Fujita je rođen 1937. godine u gradu s imenom Changchun, u Kini. U to je vrijeme taj teritorij kontrolirao Japan i zvao se Mandžukuo. Otac mu se bavio judom. Postojala je skupina zvana Mandžurijsko budo društvo (Manshu Budokai) čiji su se članovi okupljali da vježbaju ne samo judo, već i kendo, 
sumo i druge vještine. Otac Masatake Fujita je bio jedan od onih koji su učestvovali u vođenju te skupine i poznavao je ljude koji su vježbali druge borilačke vještine. Preko te veze je naučio aikido kada je Morihei Ueshiba pozvan u Mandžuriju. Vježbao je s ljudima kao što su Kenji Tomiki, koji je bio profesor na mandžurijskom Kenkoku univerzitetu, i sumo hrvačem Saburo Wakutom , također poznatom i kao Tenryu, dobro poznatim hrvačem koji je počeo da uči aikido nakon što je bio impresioniran tehnikama Moriheija Ueshibe. Međutim, sve to nije bilo dovoljno da u Masataku Fujiti probudi interes za borilačke vještine.
Godine 1948. Masataku Fujita se vraća u Saporo, na Hokaidou. Upisuje se u Tokiju na Sveučilište Takushoku 1956. godine. Tijekom studija upoznaje O-Senseija i počinje vježbati u Hombu dojou.
Hiroshi Tada, Yasuo Kobayashi i Sadateru Arikawa bili su učenici u Hombu dojou kad im se pridružio Masatake Fujita. Opisao je svoj odnos s Moriheijem Ueshibom kao odnos unuk-djed, a ne kao učenik-učitelj. Nakon što je diplomirao, radio je sedam godina u Shin Seikatsu Undo Kyokai (Udruga novih stilova života i atletike). Godine 1967. postaje član Upravog odbora Aikikaija. U Aikikaiju je radio kao tajnik, a ostvario je vrlo blizak odnos s O-Senseijem, sve do njegove smrti 1969. godine. 
U poznim godinama Fujita je širio aikido širom svijeta. Dao je veliki doprinos razvoju aikida u istočnoj Europi.
Umro je 28. svibnja 2014. godine.

## Vanjske povezice
- Masatake Fujita  Arhivirana inačica izvorne stranice od 29. rujna 2020. (Wayback Machine)
- Masatake Fujita - intervju